# Isabella Fiorentino
Isabella Fiorentino Hawilla (São Paulo, 1 de junho de 1977), mais conhecida como Isabella Fiorentino, é uma modelo, consultora de moda e apresentadora de televisão brasileira.

## Carreira

### Modelo
Tentou iniciar sua carreira de modelo num concurso da revista Capricho em 1990, mas não teve uma boa colocação. Mais tarde, ao realizar seus primeiros trabalhos pelas mãos do fotógrafo Miro de Souza e do diretor Tripolli, Isabella foi descoberta pelo mundo da moda.
Em 1995, venceu a etapa nacional do concurso Supermodel of the World, realizado pela Mega Model. Então fez sua primeira capa na revista Vogue e participou do primeiro São Paulo Fashion Week. Já em 1996, viajou para Milão e iniciou sua carreira internacional, mudando-se para Nova York em 1998. Despontou no mundo da moda pouco antes de Gisele Bündchen e Fernanda Motta, sendo também contemporânea das modelos Silene Zepter e Cassia Avila, top models brasileiras cujo apogeu se deu nos anos 90.
Em 2001, abriu a escola de modelos Oficina da Imagem, a qual em 2005 se transformou no Workshop de Moda — Isabella Fiorentino, curso itinerante que percorre o Brasil.

### Mudança de trajetória
Em 2005, a modelo comemorou 15 anos de carreira artística com uma exposição no lounge do São Paulo Fashion Week com fotos que homenageiam profissionais da moda, como Luiz Tripolli, Bob Wolfenson, Miro de Souza, J.R. Duran, Duda Molinos, que integraram sua trajetória. A partir do mesmo ano passou a participar do programa de televisão Tudo a Ver, coordenado por Paulo Henrique Amorim e exibido na Rede Record. Depois que o programa passou a exibir reprises, ela começou a apresentar o Super Sábado. Também passou a escrever na coluna feminina «Estilo», na qual comenta sobre moda, cuidados com a aparência e bem-estar da mulher.
Apresentou entre 2009 e 2020 o programa Esquadrão da Moda, no SBT, ao lado de Arlindo Grund. O programa é uma versão de What Not to Wear dos canais Discovery Home & Health e BBC, e que tem como principal assunto o estilo das participantes.

## Filmografia

### Televisão
| Ano        | Título            | Cargo         | Notas                 |
| ---------- | ----------------- | ------------- | --------------------- |
| 2005–06    | Tudo a Ver        | Colunista     | Quadro: Moda e Estilo |
| 2006       | Super Sábado      | Apresentadora |                       |
| 2009–20    | Esquadrão da Moda | Apresentadora |                       |
| 2017; 2019 | Bake Off SBT      | Participante  | Temporadas 1 e 3      |

### Cinema
| Ano  | Filme    | Personagem     |
| ---- | -------- | -------------- |
| 2013 | Minhocas | Florence (voz) |

## Vida pessoal
Isabella nasceu em uma família paulistana de origem italiana entre 6 irmãos. Entre eles, Carol Fiorentino, ex-jurada e ex-apresentadora do programa de gastronomia Bake Off Brasil. Atualmente é casada com Stefano Hawilla, com quem tem trigêmeos.